# 伊津美尾䲗
伊津美尾䲗（学名：Calliurichthys izuensis），又名老鼠䲗、狗圻，为鼠䲗科美尾䲗屬下的一个种。